# Red Lake, Minnesota
Red Lake är en ort (census-designated place) i Beltrami County i Minnesota, USA. Majoriteten av invånarna tillhör ursprungsbefolkningen ojibwa.